# Río Liu
El río Liu (en chino: 柳江, pinyin : Liǔ jiāng) es un afluente dentro del sistema del río Perla en Guangxi, al Sur de China. Se forma por la confluencia del río Rong (融江) y el río Long (龙江, de 367 km) en el condado de Fengshan. Fluye hacia el sur a través de Liuzhou y pasa el río Luoqing desde el norte. Se encuentra con más grande río Hongshui al este de Laibin, donde a partir de entonces se lo conoce como río Qian.
La cuenca del Liujiang cubre un área de unos 57.173.000 kilómetros cuadrados y abarca tres provincias o regiones: Guangxi, Guizhou y Hunan.
Su sistema de agua tiene forma de rama de árbol. los tramos superiores del río tienen muchas playas y un flujo rápido, los barcos de madera pueden pasar durante la temporada de inundaciones por debajo de Sandu. Los tramos medios y bajos del río son suaves y las curvas del río están más desarrolladas. Predominan las formas kársticas, como llanuras, picos y valles, las terrazas y colinas a lo largo del río están muy extendidas y las tierras cultivadas están concentradas y densamente pobladas.
Según cierto reportes, se ha informado que se avistaron pirañas no autóctonas en el río de Liuzhou. El 7 de julio de 2012, un residente llegó al río Liu cerca del segundo equipo de la plataforma hidrofílica de Baisha para bañar a su perro y de repente fue atacado por tres pirañas.